# Le Brévedent
Le Brévedent é uma comuna francesa na região administrativa da Normandia, no departamento Calvados. Estende-se por uma área de 4,39 km². Em 2010 a comuna tinha 174 habitantes (densidade: 39,6 hab./km²).